# Carlo Còccioli
Carlo Còccioli, auch Carlo Coccioli (* 15. Mai 1920 in Livorno, Italien; † 5. August 2003 in Mexiko-Stadt, Mexiko), war ein italienischer Schriftsteller.
Sein wichtigstes Werk, erschienen 1947, ist der psychoanalytische Roman Die mühsame Hoffnung. Für den Roman Il giuoco erhielt er 1951 den Premio Charles Veillon.

## Werke
- 1946 – Il migliore e l'ultimo (Florenz)
- 1947 – La difficile speranza (Florenz; deutsch: Die mühsame Hoffnung)
- 1948 – La piccola valle di Dio (Florenz)
- 1950 – Il giuoco (Mailand; deutsch: Das Spiel)
- 1950 – Il cielo e la terra (Florenz; deutsch: Himmel und Erde)
- 1954 – L'immagine e le stagioni (Florenz; deutsch: Das Traumbild und die Jahreszeiten)
- 1956 – Manuel, il messicano (Paris; deutsch: Manuel der Mexikaner)
- 1957 – Journal ( ...1956) (Paris)
- 1958 – Le caillou blanc (Paris)
- 1959 – Los fanaticos (Theater) (Buenos Aires)
- 1959 – Un suicide (Paris; deutsch: Ein Selbstmord)
- 1961 – Ambroise (Paris)
- 1961 – Soleil (Paris; deutsch: Sonne)
- 1962 – Omeyotl, diario messicano (Florenz)
- 1964 – L'erede di Montezuma (Florenz)
- 1967 – Le corde dell'arpa (Mailand)
- 1970 – Documento 127 (Florenz)
- 1970 – El esperado (Theater) (Mexiko-Stadt)
- 1973 – Uomini in fuga (Mailand)
- 1976 – Davide (Mailand)
- 1977 – Requiem per un cane (Mailand)
- 1978 – Fabrizio Lupo (Mailand)
- 1980 – Le case del lago (Mailand)
- 1981 – La casa di Tacubaya (Mailand)
- 1984 – Uno e altri amori (Kurzgeschichte) (Mailand)
- 1986 – Rapato a zero (Florenz)
- 1987 – Piccolo Karma (Mailand)
- 1989 – La sentencia del Ayatola (Mexiko-Stadt)
- 1995 – Tutta la verità (Mailand)
- 1998 – San Benjamin Perro (Mexiko-Stadt)